# Hyalomma
Hyalomma é um gênero de carrapatos cujas espécies são ocorrem na Ásia, Europa e África.
Um dos integrantes do gênero, o Hyalomma marginatum foi implicado na transmissão de vírus Bahig, um arbovírus patogênico que antes pensava-se que era transmitido apenas por mosquitos.

## Espécies
- Hyalomma aegyptium Linnaeus, 1758
- Hyalomma albiparmatum Schulze, 1919
- Hyalomma arabica Pegram, Hoogstraal & Wassef, 1982
- Hyalomma brevipunctata Sharif, 1928
- Hyalomma dromedarii Koch 1844
- Hyalomma erythraeum Tonelli-Rondelli, 1932
- Hyalomma franchinii Tonelli-Rondelli, 1932
- Hyalomma hussaini Sharif, 1928
- Hyalomma hystricis Dhanda & Raja, 1974
- Hyalomma impeltatum Schulze & Schlottke, 1930
- Hyalomma impressum Koch 1844
- Hyalomma kumari Sharif, 1928
- Hyalomma lusitanicum Koch, 1844
- Hyalomma marginatum Koch 1844
- Hyalomma nitidum Schulze, 1919
- Hyalomma punt Hoogstraal, Kaiser & Pedersen, 1969
- Hyalomma rhipicephaloides Neumann, 1901
- Hyalomma schulzei Olenev 1931
- Hyalomma scupense Schulze, 1919 [2]
- Hyalomma sinaii Feldman-Muhsam, 1960
- Hyalomma truncatum Koch 1844
- Hyalomma turanicum Pomerantsev, 1946